# Poecilotylus minor
Poecilotylus minor är en tvåvingeart som beskrevs av Willi Hennig 1934. Poecilotylus minor ingår i släktet Poecilotylus och familjen skridflugor.
Artens utbredningsområde är Peru. Inga underarter finns listade i Catalogue of Life.